# Fanni Quadrat
Fanni Quadrat (en llatí: Fannius Quadratus) va ser un poeta romà contemporani d'Horaci. Formava part de la gens Fànnia, una gens romana d'origen plebeu.
Va ser un poeta menor romà que tenia enveja d'Horaci i va intentar desprestigiar-lo perquè la poesia del seu rival el deixava a l'ombra i no el podia superar. Sembla que va col·laborar amb Marc Tigel·li Hermògenes un altre opositor d'Horaci.